# Torre Flak VI
La Torre Flak VI a Wilhelmsburg a l'estat d'Hamburg és una torre Flak o torre de defensa antiaèria construïda pel règim nazi durant la Segona Guerra Mundial i acabada el 1943.
L'obra va començar el 1942.

## Història
La construcció va començar vers la fi de l'any 1942, sota la direcció de l'Organització Todt, amb la col·laboració d'empreses privades de construcció Dywidag, Philipp Holzman, Hoch-Tief i Ed. Züblin. L'equipament tècnic va ser fabricat i instal·lat per Siemens, AEG i Deutz. Tot arreu Wilhelmsburg aquestes empreses tenien els seus propis barracons de forçats que provenien principalment de França, Bèlgica i Dinamarca. Els nazis van reforçar la mà d'obra amb milers de presoners del camp de concentració de Neuengamme. Va caldre uns 80.000 m³ de formigó per construir la torre que mesura 47 per 47 metres al solar i que té una alçada de 44 metres. Les parets tenen un gruix mínim de dos metres i els teulats 3,5 metres. La torre tenia nou pisos, als quals uns 30.000 civils van cercar empara durant els atacs aeris de les forces aliades. Originalment, la torre de combat tenia dos circuits completament separats: un per als soldats de la defensa antiaèria i un per a la població en cerca de refugi. Dels nou pisos, el primer i el segon pis serveixen per a acollir la població civil durant els atacs dels aliats. A un altre hi havia un hospital militar. Als quatre pisos superiors es trobaven els acantonaments dels soldats i l'equipament per disparar als avions enemics.
La torre d'estat major, destruïda el 1947-1948 per les forces armades britàniques, es trobava a uns dos cents metres de la torre de combat i s'hi trobava, a més de dos pisos per a la protecció civil, els radars i l'equipament de mesura així com la central el comandament. La premsa propagandística nazi en va fer un elogi ditiràmbic de les torres: «…semblen titans que pel gènere humà als seus peus lluiten amb els esquadrons del cel. Són els castells, que resisteixen els atacs de l'enemic. Darrere les seves muralles dels quals els habitants i defensors de la ciutat troben protecció.» En contraposar els molt pocs avions realment abatuts als costs humans i materials desmesurats, les torres no eren gaire adequats; els experts militars britànics van considerar-les com meres «joguines molt cares dels nacionalsocialistes».
El 2001, el grup de supermercats Lidl va voler comprar el terreny i estava disposat a portar el cost complet de la destrucció del búnquer per a construir-hi una botiga. En reacció, va començar el procediment per a protegir i llistar l'edifici com monument.

## Búnquer d'energia, ronda panoràmica i museu

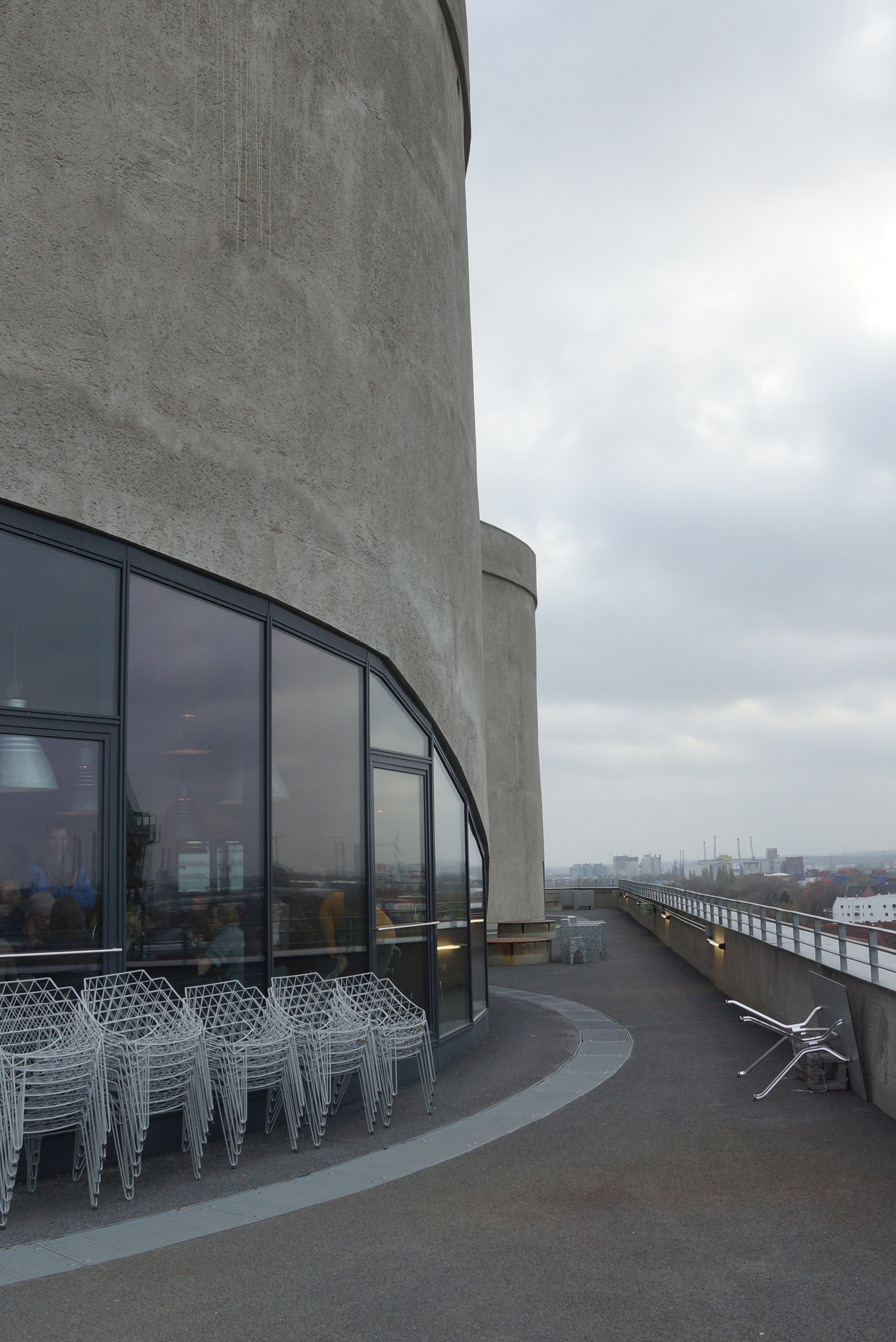
Café «vju» i la ronda ponent a 30 m d'alçada

Després de quedar més de mig segle inutilitzat, el 2008 va decidir-se integrar l'edifici dins del concepte «Wilhelmsburg, barri durable» L'obra va començar el 2010. De les 25.000 tones de runam de l'interior del búnquer que s'han de treure, al juliol del 2011 se n'havia extret una quarta part. La torre finalment fou inaugurada, al marc de l'Exposició Internacional de la Construcció el 2013 com a «búnquer de les energies renovables». El teulat s'ha cobert de plaques fotovoltaiques i la façana meridional de panells termosolars. A l'interior s'ha instal·lat una central termo-elèctrica de biogàs, alimentada d'estelles de lleny i un acumulador de calor de 2000 metres cúbics que acumula la calor residual de la fàbrica propera Nordische Ölwerke situada al marge del Veringkanal, La capacitat és suficient per a les necessitats de calor d'unes 3.000 habitacions i les necessitats d'electricitat d'unes 1000 habitacions del barri del Reiherstieg. El búnquer contribuirà a un estalvi de 6600 tones de CO₂ per any.

## Visita
A una alçada de 30 metres el camí de ronda permet una vista panoràmica de 360 graus sobre tota la ciutat d'Hamburg. S'hi troba la taverna «vju» oberta al públic que disposa de la seva pròpia torradora de cafè artesana De Waterkant així com unes sales de reunió que poden llogar-se. El museu de la història de les torres Flak, de la defensa antiaèrià i de l'explotació de presoners com mà d'obra barata, previst al pis superior, encara no s'ha obert. Queden uns problemes de seguretat per resoldre.

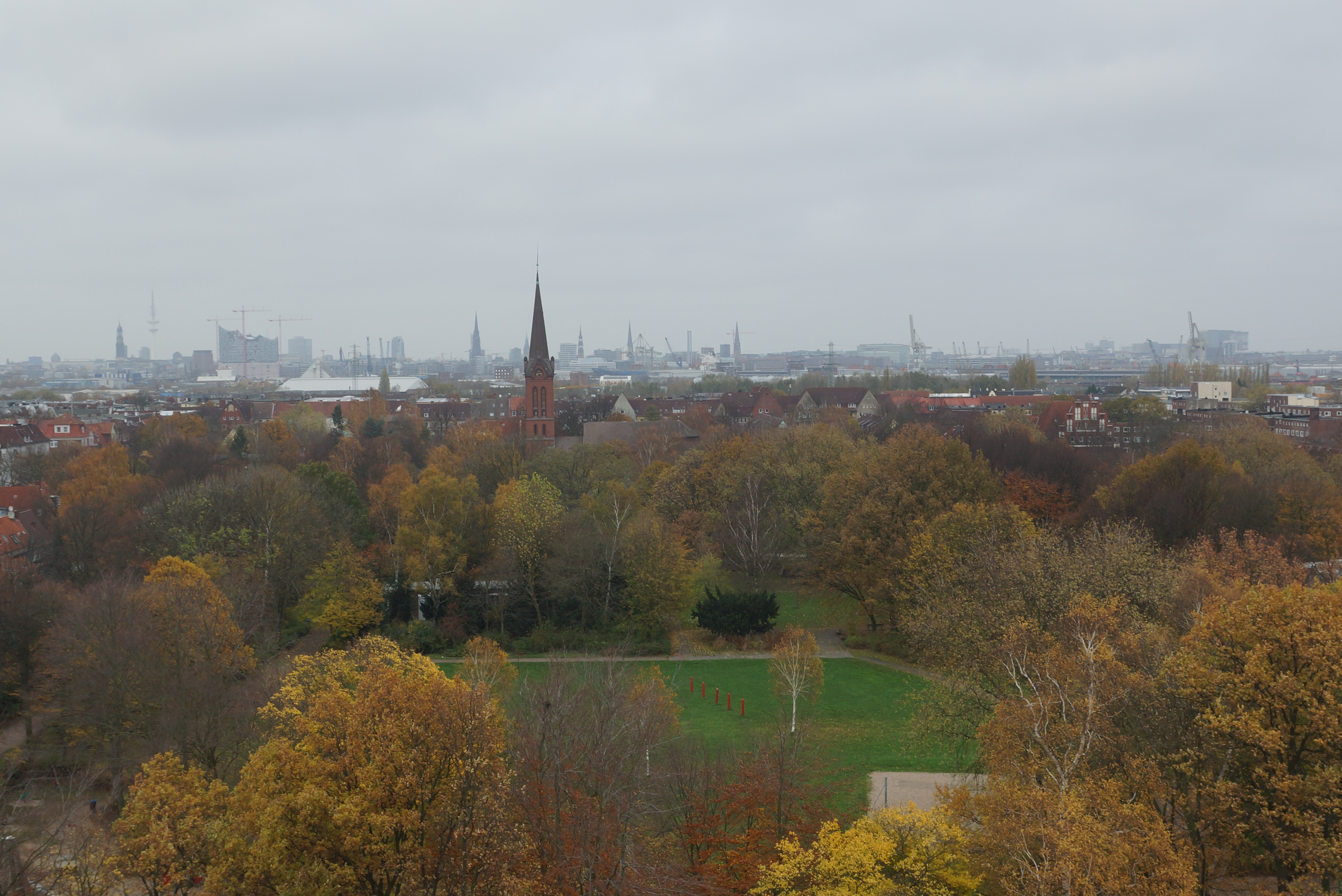
Vista panoràmica des de la ronda nord
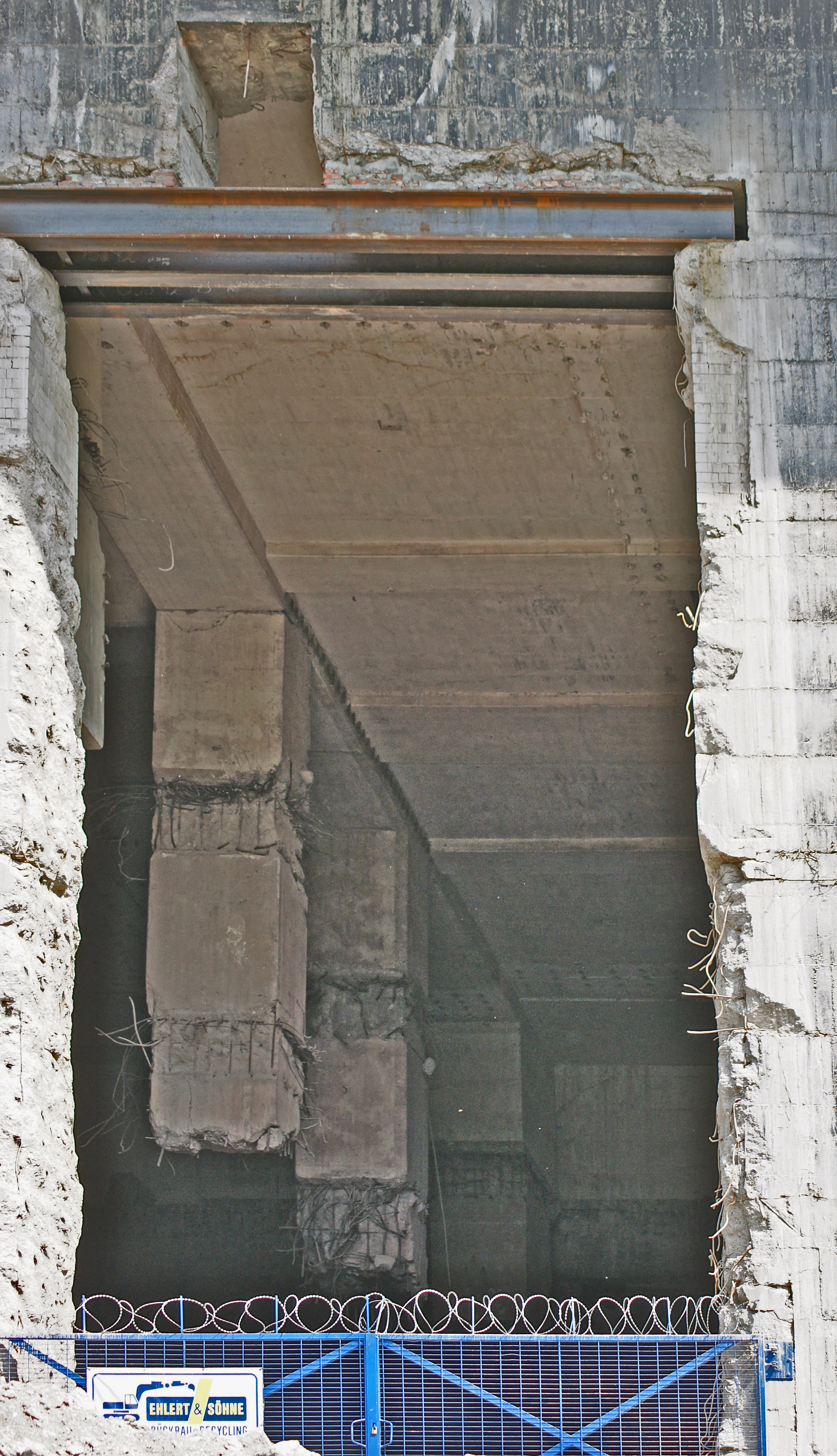
Gruix de les parets
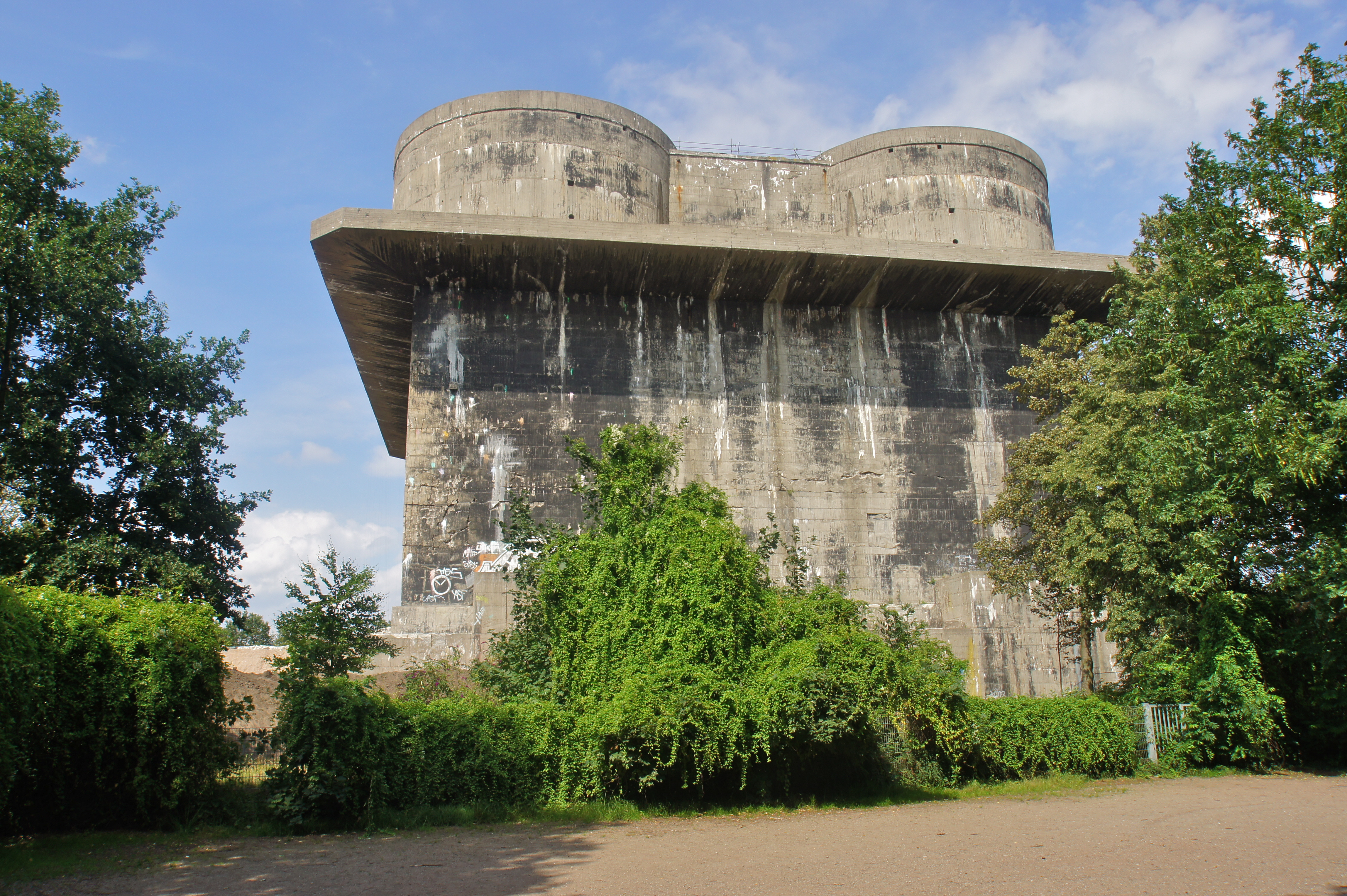
Façana meridional (2011)
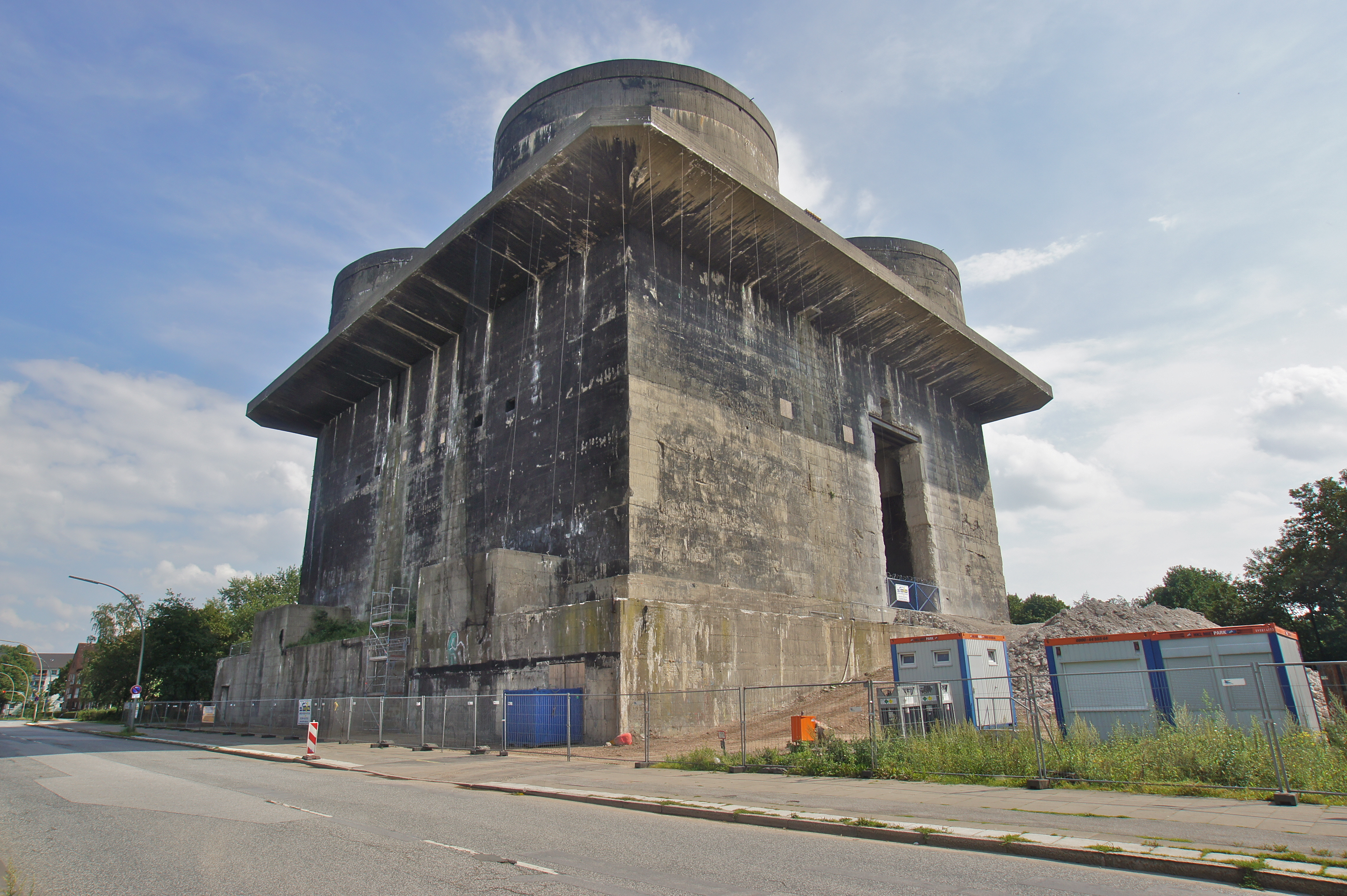
Façanes nord i oest